# Sarah Rhodin
Sarah Rhodin, född 2007, är en svensk barnskådespelare, bosatt i Stockholm.
Rhodin fick sitt stora genombrott som skådespelare när hon spelade tolvåriga Mira, en av huvudrollerna, i Mirakel som var 2020 års julkalender på SVT. Hon har medverkat i TV-serierna Alla vi Karlssons som gick på SVT med start år 2022 samt i Veronika där hon spelar, Liv, en av de ledande rollerna.

## Filmografi (i urval)
- 2020 – Mirakel (TV-serie)
- 2022–2023 – Alla vi Karlssons (TV-serie)
- 2023 – Veronika (TV-serie)
- 2024 – Challenge Charlie (TV-serie)